# Kenneth Perez
Kenneth Pérez Dahl Jensen, född 29 augusti 1974, är en dansk före detta fotbollsspelare. Perez gjorde två mål på 24 matcher för Danmarks landslag mellan 2003 och 2008 och var med i Danmarks trupp vid EM i fotboll 2004.